# Looc, Occidental Mindoro
Looc là một đô thị hạng 5 ở tỉnh Occidental Mindoro, Philippines. Theo điều tra dân số năm 2000, đô thị này có dân số 9.132 người trong 2.014 hộ.
Đô thị này gồm nửa phía đông của đảo Lubang.

## Barangay
Looc được chia thành 9 barangay.
- Agkawayan
- Ambil
- Balikyas
- Bonbon (Pob.)
- Bulacan
- Burol
- Guitna (Pob.)
- Kanluran (Pob.)
- Talaotao